# Ain’t I Right
„Ain’t I Right“ (übersetzt „Hab ich nicht recht?“) ist ein politischer Country-Song, der im Juni 1966 von Marty Robbins geschrieben, produziert und gesungen wurde. Der Songtext ist vehement antikommunistisch und kritisiert die linke Gegenkultur der 1960er Jahre, die Antikriegsbewegung, den Widerstand gegen den Vietnamkrieg und die amerikanische Linke im Allgemeinen.

## Inhalt
Robbins berichtet eingangs von linken Aktivisten, die in eine Stadt im Süden der Vereinigten Staaten kommen und versuchen die Südstaatler mit ihrer Ideologie zu indoktrinieren. Dies verursache aber nur Ärger und Elend und regelmäßig reisen solche Aktivisten schnell wieder ab, ohne sich um das spätere Schicksal der Menschen im Süden zu kümmern. Dies wird bisweilen als eine Pro-Segregation-Botschaft interpretiert. Robbins beschreibt die Aktivisten der linken Gegenkultur und der Kriegsgegner als „einen bärtigen, ungewaschenen Haufen“ und „Landstreicher“, darunter „ein oder zwei Pfarrer“ und „ein Priester, eine Nonne, ein Rabbiner und ein gebildeter Mann“, die den Linken auf den Leim gegangen sind. Robbins kritisiert, dass sie von „doppelzüngigen Politikern“ unterstützt werden, die das Verbrennen von Wehrausweisen und die Ablehnung der US-Regierung propagieren. Er erwähnt einen Politiker, der den Amerikanern vorschlagen habe, „etwas Blut zu schicken“ um so Nordvietnam zu unterstützen, und schlägt vor, dass der Politiker „das Blut behält“ und stattdessen selbst nach Vietnam geht, um dort zu kämpfen und eventuell zu fallen. Robbins warnt, dass solche Politiker die Vereinigten Staaten schwächen, und schlägt vor, sie aus dem Amt zu entfernen und stattdessen „starke und fähige Führer“ einzusetzen, die in der Lage sind, Nordvietnam und die amerikanische Linke zu besiegen, den Kalten Krieg zu gewinnen und eine Invasion der Vereinigten Staaten durch die Sowjetunion und den Warschauer Pakt zu verhindern.

## Kontroverse
Als der Song produziert war, weigerte sich Columbia Records, ihn zu veröffentlichen, weil er zu provokativ und zu politisch sei.  Andere Künstler veröffentlichten später Coverversionen des Songs, wie Robbins’ Backgroundsänger Bobby Sykes, der ihn unter dem Namen Johnny Freedom aufnahm, und Autry Inman.